# Brakteat Seeland-II-C

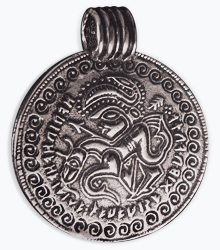
Gegenwartliche Kopie

Der Brakteat Seeland-II-C / Raum Køge (IK 98, KJ 127, DRBr 61) ist ein Brakteat, der 1852 in zweifach, als modelgleiche Ausfertigung in der Nähe von Køge im Südosten der Insel Seeland, in Dänemark gefunden wurde.
Er wird auf die Eisenzeit zwischen 450 und 570 n. Chr. datiert. In der Mitte des Amuletts ist ein Reiter mit Speer abgebildet. Das Bild wird von einer Runeninschrift umrahmt. Die linksläufige Inschrift lautet in lateinische Buchstaben transkribiert:
ᚺᚨᚱᛁᚢᚺᚨᚺᚨᛁᛏᛁ⌃ᚨ⁝ᚠᚨᚱᚨᚢᛁᛋᚨ⁚ᚷᛁᛒᚢᚨᚢ†ᚨ ⁛ (ᛏᛏᛏ)
hariuha haitika : farauisa : gibu auja : (ttt)
Die abschließende, dreifache-Rune ttt besteht aus drei übereinander liegenden Tiwaz-Zeichen (ᛏ). Es gibt verschiedene Deutungen des Wortes farauisa. Es könnte sich auf Reisen beziehen, oder es könnte auf das Wissen des Subjekts hinweisen. Entsprechend kommen die Autoren zu unterschiedlichen Übersetzungen der Inschrift:
„Hariuha heiße ich, der Reisekundige. Ich gebe Schutz auf der Reise“.
„Ich werde Hariuha genannt, wissend um das Unglück bringe ich Glück“.
Mit „Hariuha“ scheint Odin bzw. Wotan (ein Ase, germanische Gottheit) gemeint zu sein. Dieser trägt in der germanischen Mythologie verschiedene Namen, sogenannte Kognomen oder Beinamen, um, wenn er unter Menschen kam, nicht sofort erkannt zu werden. Ein Hut mit breiter Krempe  verstärkte seine Tarnung. Die Verzierungen des Reiters weisen auf diese Attribute hin.